# Índice de Sharpe
O índice de Sharpe (também conhecido como razão de Sharpe, medida de Sharpe e relação recompensa-variabilidade), devido a William Forsyth Sharpe, da Universidade de Stanford, é uma medida do excesso de rendimento por unidade de risco de um investimento. A grandeza é definida como:
{\displaystyle S={\frac {{\textsf {E}}[R-R_{f}]}{\sigma }}},
onde {\displaystyle R} é o retorno do investimento em questão; {\displaystyle R_{f}} é o retorno de um investimento de referência, como por exemplo a taxa de juros livre de risco; {\displaystyle {\textsf {E}}[R-R_{f}]} é o valor esperado do excesso de rendimento de inversão comparado com o retorno do investimento de referência e {\displaystyle \sigma ={\sqrt {\mathrm {Var} [R-R_{f}]}}} é o desvio padrão (volatilidade) do excesso de retorno do investimento. 
Note-se que, devido a que {\displaystyle R_{f}} é o rendimento livre de risco, então sua volatilidade é constante ao longo do período, pelo que concluímos que {\displaystyle {\sqrt {\mathrm {Var} [R-R_{f}]}}={\sqrt {\mathrm {Var} [R]}}}. 
Em sea revisão de 1994, Sharpe considerou que a taxa de juros livre de risco muda ao longo do tempo. A definição anterior a esta revisão era {\displaystyle S={\frac {{\textsf {E}}[R]-R_{f}}{\sigma }}} assumindo que {\displaystyle R_{f}} era constante.
O índice de Sharpe é utilizado para mostrar até que ponto o retorno de um investimento compensa o investidor por assumir riscos em seu investimento.
Quando se comparam dois investimentos, cada um com um determinado rendimento esperado {\displaystyle {\textsf {E}}[R]} contra o rendimento do ativo de referência {\displaystyle R_{f}}, o investimento com o índice Sharpe mais alto oferece um retorno maior para o mesmo nível de risco. Os investidores tendem a inclinar-se em direção a investimentos que tenham um alto índice de Sharpe.
O índice de Sharpe, junto com outros como a razão de Treynor e o alfa de Jensen são utilizados com frequência para medir o comportamento dos ativos de uma carteira ou para comparar a eficácia de distintos gestores de fundos de investimento ou outros ativos.
Sharpe se referiu a esse índice inicialmente como a razão recompensa-variabilidade (reward-to-variability ratio em inglês), antes de que o nome “índice Sharpe” / “Sharpe ratio” tivesse se popularizado entre profissionais de finanças e acadêmicos. 

## Exemplos
Suponha um investimento com uma taxa de retorno esperada 15% maior do que a taxa livre de risco. Como o retorno esperado do investimento é normalmente desconhecido, vamos supor que o risco do investimento, definido como o desvio padrão do retorno do investimento, seja de 10%. A taxa de juros livre de risco {\displaystyle R_{f}} é constante. O índice de Sharpe (usando a definição antiga) será de {\displaystyle {\frac {R-R_{f}}{\sigma }}={\frac {0,15}{0,10}}=1,5}.